# Pallavolo ai XXIV Giochi centramericani e caraibici
La pallavolo ai XXIV Giochi centramericani e caraibici si è disputata durante la XXIV edizione dei Giochi centramericani e caraibici, che si è svolta a San Salvador, a El Salvador, nel 2023.

## Podi
| Evento                         | Oro             | Argento         | Bronzo     |
| Pallavolo maschile (dettagli)  | Cuba            | Rep. Dominicana | Porto Rico |
| Pallavolo femminile (dettagli) | Rep. Dominicana | Porto Rico      | Cuba       |